# Deltopauropus
Deltopauropus – rodzaj skąponogów z rzędu Tetramerocerata i rodziny Brachypauropodidae.

## Opis
Przedstawiciele rodzaju charakteryzują się tergitami wyposażonymi w tarczowate szczecinki (setae).  Narządy temporalne z trzema rurkowatymi wyrostkami. Osobniki dorosłe posiadają 9 par 5-segmentowanych odnóży.

## Występowanie
Znane są z Japonii i Stanów Zjednoczonych.

## Gatunki
Dotychczas opisano 4 gatunki z tego rodzaju:
- Deltopauropus luteus MacSwain et Lanham, 1948[2]
- Deltopauropus macswani Remy, 1956[2]
- Deltopauropus magnus MacSwain et Lanham, 1948[2]
- Deltopauropus reticulatus Hagino, 1989[3]